# Manntra
Manntra ist eine im Jahr 2011 gegründete Rockband aus Umag, Kroatien.

## Bandgeschichte
Nachdem sich die Alternative-Metal-Band Omega Lithium trennte, gründeten Marko Matijević Sekul und Zoltan Lečei im Jahr 2011 die Band. Mit Andrea Kert und Marko Purišić stießen ein Schlagzeuger und ein Gitarrist zu Sänger Matijević Sekul und Bassist Lečei. Nach mehreren Besetzungswechseln besteht die Band inzwischen aus Sänger Matijević Sekul, Schlagzeuger Kert, den beiden Gitarristen Purišić und Boris Kolarić – der zudem Dudelsack und Mandoline innerhalb der Band spielt –, sowie Maja Kolarić am Bass.
Im November 2012 erschien mit Horizont das Debütalbum der Gruppe, welches in Kroatien und Slowenien vom Sänger Matijević Sekul in Eigenregie eingespielt wurde. Drei Jahre darauf produzierten und veröffentlichten die Musiker ihr zweites Album Venera. 2017 folgte mit Meridian das dritte Album der Band. Hierbei konnte mit Micha Rhein von In Extremo ein namhafter Gastmusiker gewonnen werden, nachdem dieser auf die Band aufmerksam wurde. Auch spielte Manntra infolgedessen auf dem In-Extremo-Festival zum 20-jährigen Jubiläum sowie als Vorband für deren Quid Pro Quo Tournee.
Manntra spielte bereits auf mehreren großen Musikfestivals, darunter den Metaldays, dem Wacken Open Air und dem Rockharz Open Air. Die Gruppe nahm am 16. Februar 2019 mit ihrem Lied In the Shadows am Dora, dem kroatischen Vorentscheid für den Eurovision Song Contest 2019 in Tel Aviv teil. Im gleichen Jahr erschien mit "Oyka!" das erste englischsprachige Album der Band auf dem deutschen Label NoCut Entertainment.
Im April 2021 erschien das ebenfalls englischsprachige Album Monster Mind Consuming. Kurze Zeit später verkündeten die Geschwister Maja und Boris Kolarić die Band zu verlassen, um eigene Projekte verfolgen zu können. Dafür stieß Bassist und Gründungsmitglied Zoltan Lečei wieder dazu.
Im November 2021 veröffentlichten Manntra ihre EP Nightcall mit der Metal-Coverversion des Bond-Songs No time to die.  Januar 2022 verließ der Gitarrist Marko „Pure“ Purišić die Band.
Seit 2022 spielt der neue Gitarrist Dorian „Dodo“ Pavlović für Manntra. Am 31. März 2022 veröffentlichten Manntra mit Nightmare ihre erste Single aus dem im August 2022 erschienenen Studioalbum Kreatura.

## Stil
Die Musik von Manntra wird als eine Mischung aus Folk-Rock und Folk Metal mit kroatischen Liedtexten beschrieben. Sänger Marko Matijević Sekul nannte für die Entscheidung derartige Musik zu spielen, die Liebe der Musiker zu der mittelalterlichen Volksmusik in Kroatien. Dabei nannte er zudem die Motive des Folk, sowie die romantische und die kriegerisch-wütende Seite der Volksmusik, die seiner Meinung perfekt zu Rockgitarren funktionieren.
Als wichtigste musikalische Inspirationen nannte Sekul die mittelalterliche kroatische Volksmusik sowie deren Instrumente. Moderne Bands, die einen Einfluss auf die Musiker haben, sind unter anderem Laibach, Rammstein, Marilyn Manson, In Extremo, Nine Inch Nails und Pendulum.
Der Gesang von Matijević Sekul wird als markant basslastig beschrieben und mit Tomi Meglić von Siddharta verglichen. Die Stücke auf dem dritten Album Meridian handeln vom Meer, aber auch von einer Feuerkatastrophe die im Jahr 2007 die Inselgruppe der Kornaten heimgesucht und zwölf Feuerwehrleuten das Leben gekostet hat. Als musikalische Besonderheit werden neben den Liedtexten in kroatischer Sprache auch der Einsatz von Akkordeon und Mandoline, der Einfluss kroatischer Volksmusik, sowie der traditionelle dalmatische Klapa-Gesang genannt.
Die Gitarrenriffs werden als grandios beschrieben, der Rhythmus lade zum Mitklatschen und -stampfen ein und die Melodien besitzen Ohrwurmcharakter. Durch den Einsatz ihrer Landessprache hebe sich die Band von etlichen Genre-Vertretern ab.

## Bandmitglieder

Manntra live auf dem Metal Frenzy Open Air 2025
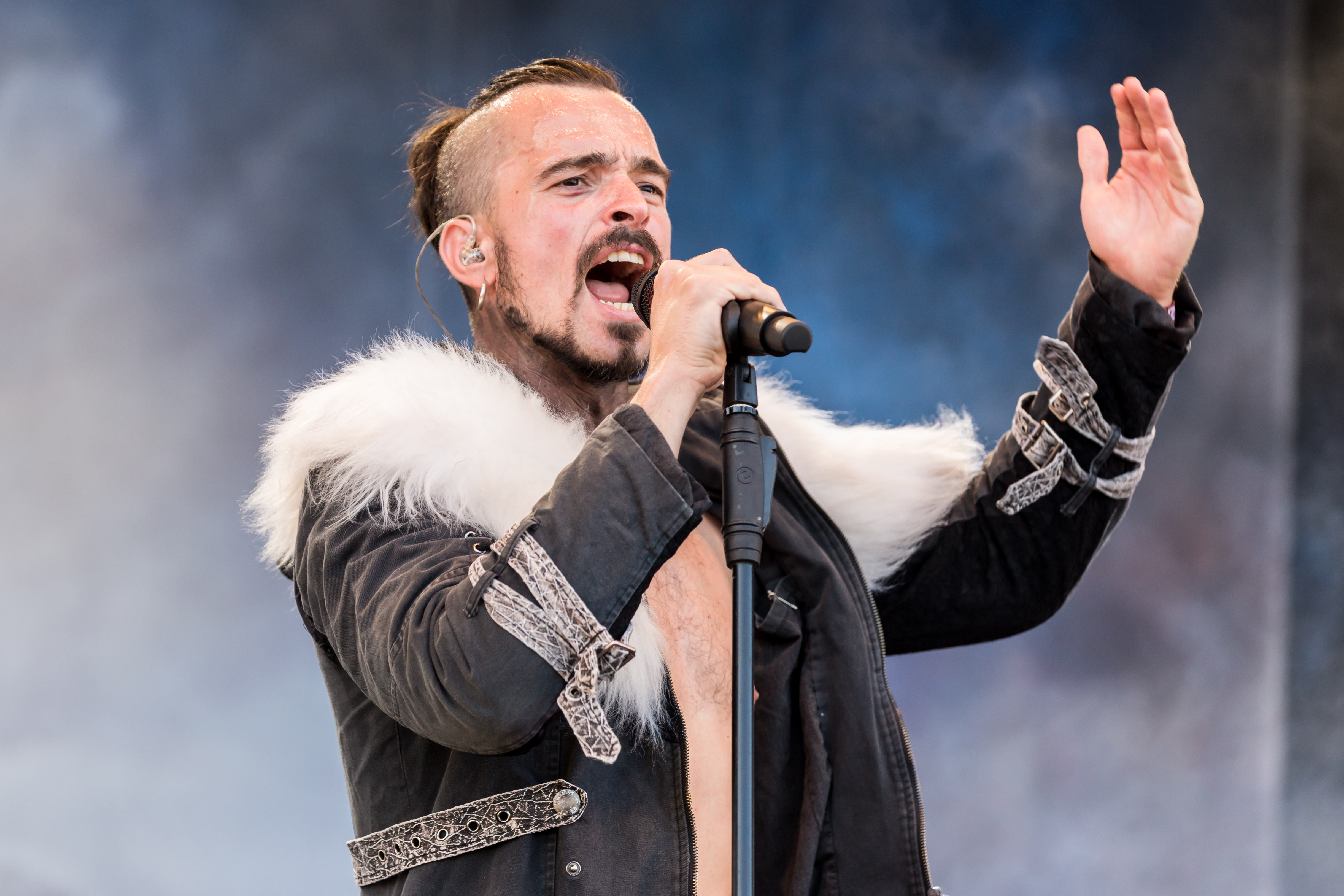
Sänger Marko M. Sekul
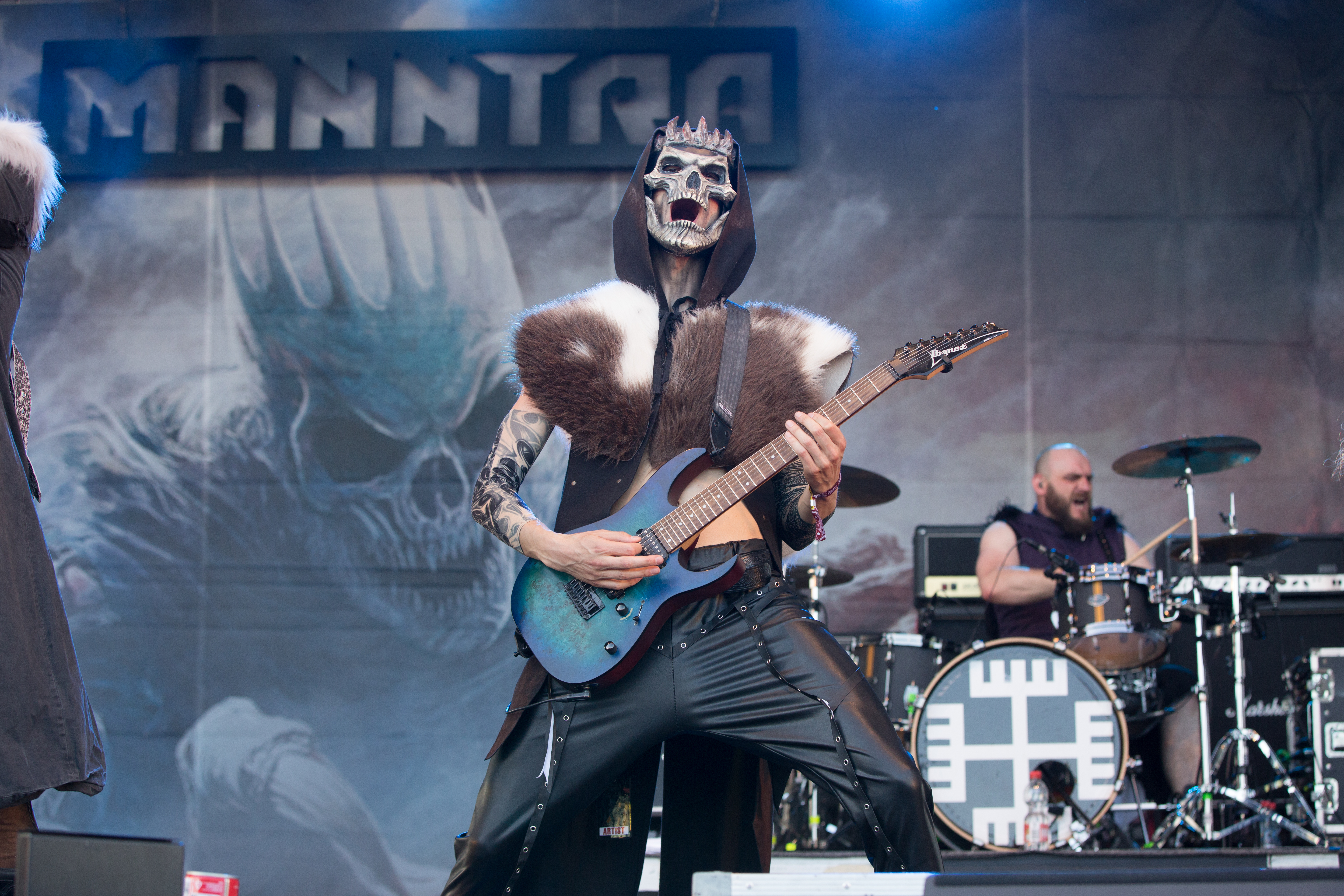
Gitarrist „Barren King“
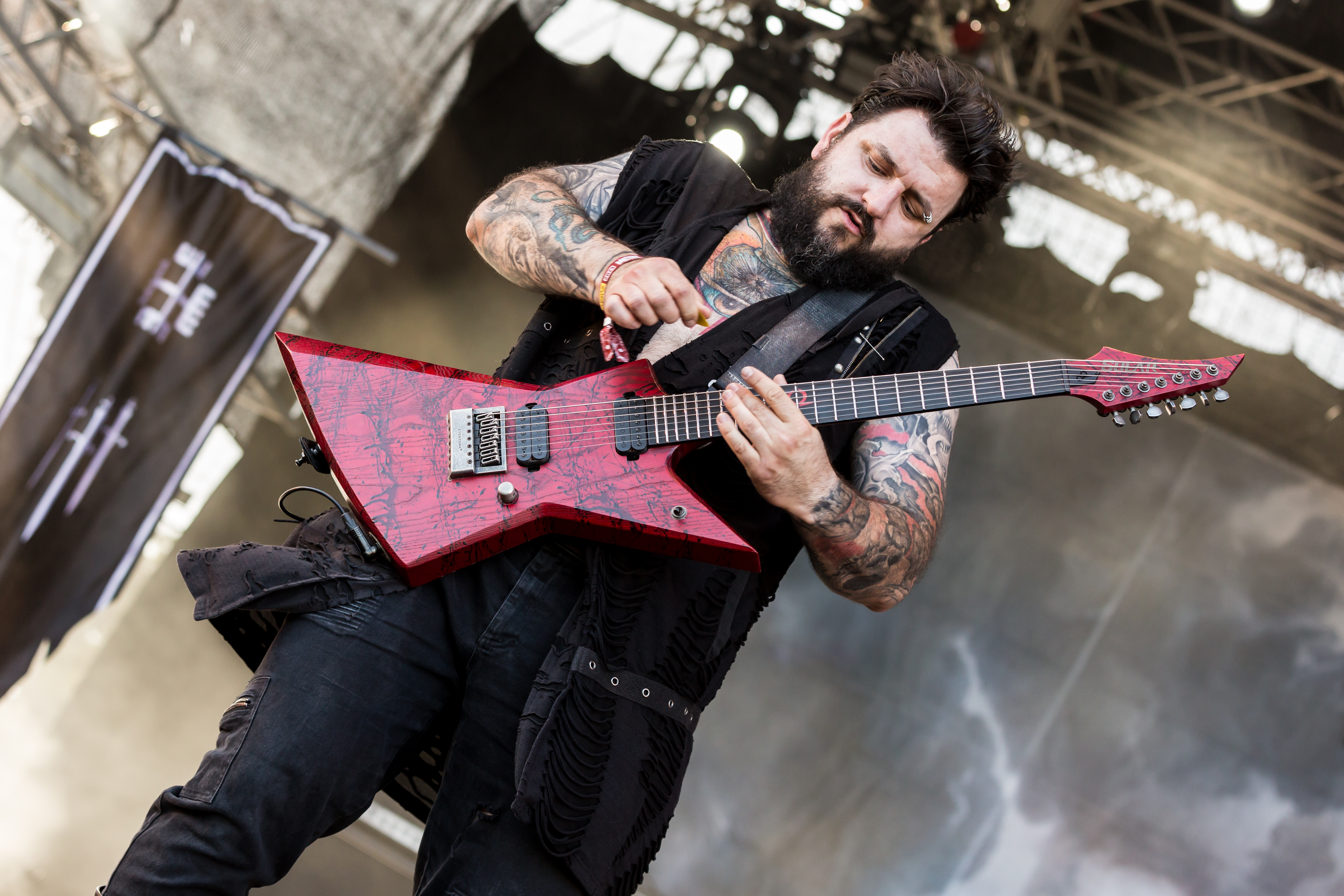
Gitarrist Dorian “Dodo” Pavlović
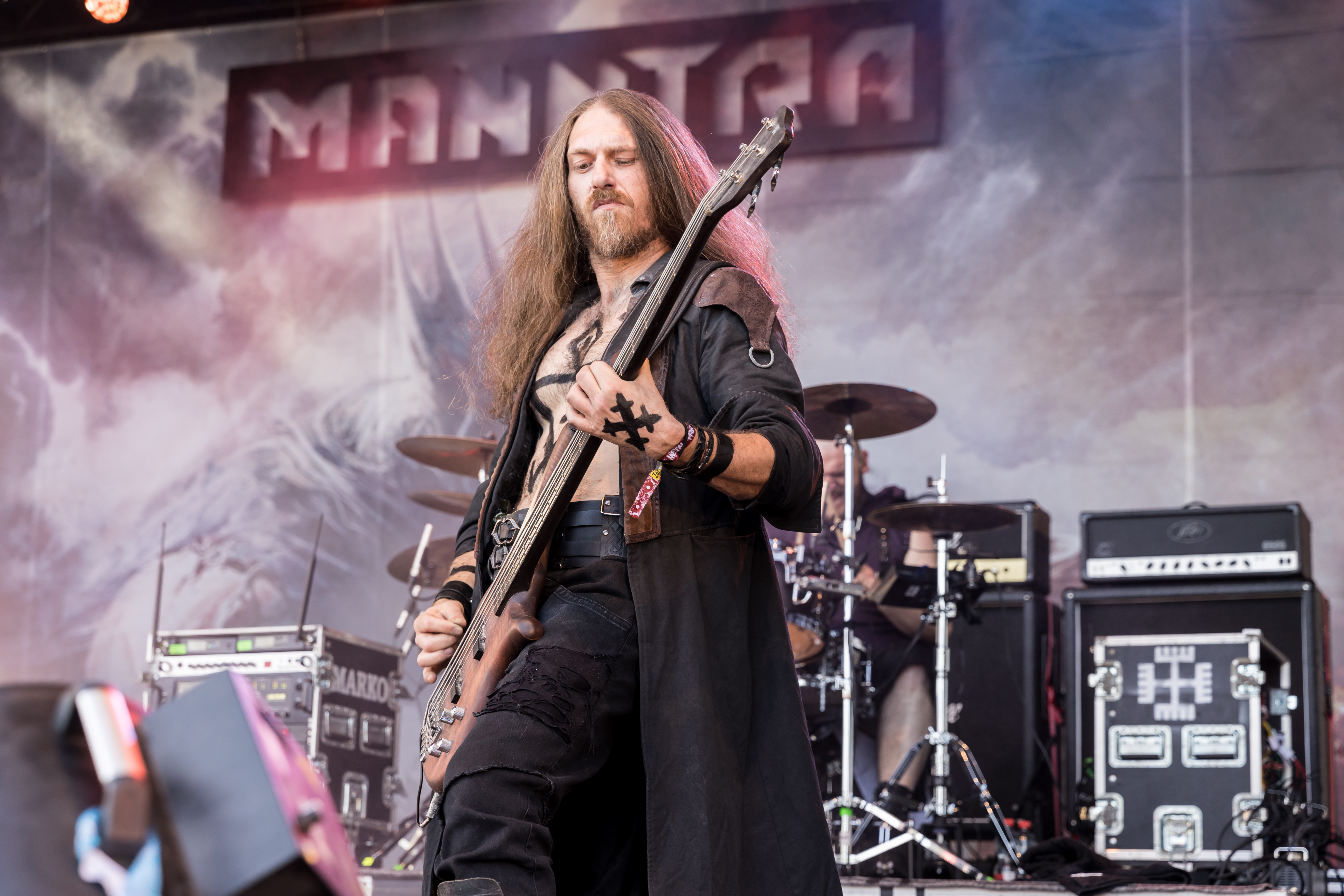
Bassist Zoltan Lecei
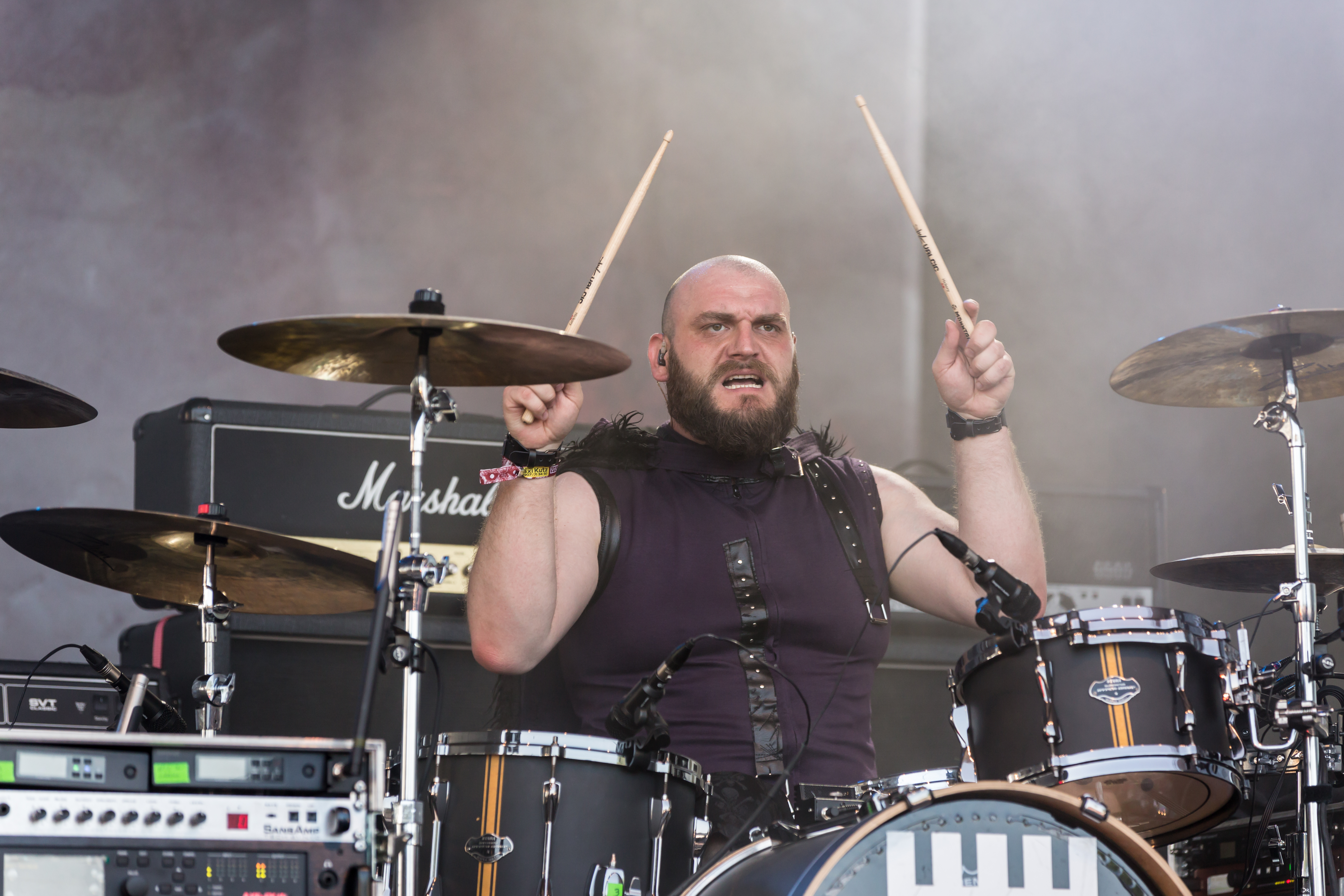
Schlagzeuger Andrea Kert

## Diskografie

### Alben
- 2012: Horizont
- 2015: Venera
- 2017: Meridian
- 2019: Oyka!
- 2021: Monster Mind Consuming
- 2022: Kreatura
- 2023: War of the Heathens
- 2025: Titans

### Live-Alben
- 2022: Endlich! (Live in Hamburg)

### EPs
- 2021: Nightcall

### Singles (Auswahl)
- 2015: Sin
- 2019: Seemann Ahoi (mit Harpyie)
- 2020: Ori Ori
- 2021: Barren King
- 2021: Slave